# Coccus caudatus
Coccus caudatus är en insektsart som beskrevs av Walker 1852. Coccus caudatus ingår i släktet Coccus och familjen skålsköldlöss.
Artens utbredningsområde är Colombia. Inga underarter finns listade i Catalogue of Life.